# Llista d'alcaldes de Vallgorguina
Llista d'alcaldes de Vallgorguina:
- Josep Campàs i Cot (1894 - 1904)
- Joan Llavina i Bosch (1904 - 1906)
- Joan Paituví i Calls (1906 - 1912)
- Antoni Puigvert i Calls (1912 - 1916)
- Felicià Illa i Terrades (1916 - 1918)
- Josep Gras i Daví (1918 - 1922)
- Josep Salicrú i Bosch (1922 - 1923)
- Josep Plana i Riu (1923 - 1924)
- Josep Regàs i Gras (1924 - 1930)
- Josep Caballé i Mora (1930 - 1931)
- Amadeu Gras i Cañellas (1931 - 1934)
- Josep Plana i Riu (1934 - 1936)
- Amadeu Gras i Cañellas (1936 - 1936)
- Joan Radó i Regàs (1936 - 1939)
- Francesc Mora i Palomé (1939 - 1941)
- Esteve Palomé i Massó (1941 - 1942)
- Josep Bosch i Coll (1942 - 1952)
- Esteve Travesa i Pradell (1952 - 1964)
- Jaume Bosch i Mora (1964 - 1974)
- Josep Mora i Teixidor (1974 - 1979)
- Amadeu Canaleta i Rosquelles (1979 - 1987)
- Jaume Bosch i Mora (1987 - 1988)
- Aida Gonzàlez i Sànchez (1988 - 1995)
- Josep Salicrú i Regàs (1995 - 2006)
- Josep Antoni Sànchez i Mena (2006 - 2007)
- Joan Mora i Alsina (2007 - 2023)
- Anna (Semi) Herrero Cervera (2023 -